# Olof Erik Bergius
Olof Erik Bergius, född 1784 och död 14 april 1837, var en svensk ämbetsman och författare.
Efter studier i Uppsala, där Bergius var intim vän med sin skol- och nationskamrat Erik Gustaf Geijer, blev Bergius tjänsteman i Stockholm 1805, 1812 protokollsekreterare i Pommerska expeditionen, 1814-1816 justitiarie på Saint-Barthélemy, 1818 expeditionssekreterare i kolonialdepartementet, och 1831 kommerseråd. Han var en av de stiftande medlemmarna av Götiska förbundet, där han bar namnet Ulf. Han översatte bland annat Franz Grillparzer och utgav en historisk-ekonomisk skildring Om Westindien (1819).

### Översättningar
- Schiller, Friedrich von (1823). Wilhelm Tell : ett skådespel / öfwersättning af O.B. Strängnäs. Libris 2389878
- Grillparzer, Franz (1825). Sappho, sorgespel i fem akter / öfwersättning af O.E. Bergius. Strengnäs: Ekmark. Libris 2389399